# Vasile Chiroiu
Vasile Chiroiu (Nagykomlós, 1910. augusztus 13. – 1976. május 9.) román válogatott labdarúgó, hátvéd, edző.

## Pályafutása

### Klubcsapatban
1924-ben a Politehnica Timișoara csapatában kezdte a labdarúgást, ahol 1925-ben mutatkozott be az első csapatban. Az 1928–29-es idényben a Banatul Timișoara, az 1930–31-es idényben ismét a Politechnica labdarúgója volt. 1934 és 1934 között a Rapid București, az 1934–35-ös idényben a Nagyváradi AC (CA Oradea) csapatában szerepelt. 1935-ben visszatért Temesvárra a Ripensia Timișoara csapatához, ahol két bajnoki címet (1935–36, 1937–38) és egy román kupa győzelmet (1936) szerzett a csapattal. Az 1939–40-es idényben a CAM Timișoara, a következő idényben a Uzinele Metalurgice Cugir csapatában játszott. 1941-ben vonult vissza az aktív labdarúgastól.

### A válogatottban
1931 és 1938 között kilenc alkalommal szerepelt a román válogatottban. Tagja volt a franciaországi világbajnokságon részt vevő csapatnak.

### Edzőként
A Metalurgistul Cugir csapatának a vezetőedzője volt.

## Sikerei, díjai
Románia
- Balkán-bajnokság
  - győztes: 1931

 Ripensia Timișoara
- Román bajnokság
  - bajnok: 1935–36, 1937–38
- Román kupa (Cupa României)
  - győztes: 1936

## Statisztika

### Mérkőzései a román válogatottban
| Románia | Románia             | Románia        | Románia                | Románia  | Románia     | Románia              | Románia | Románia |
| #       | Dátum               | Helyszín       | Hazai                  | Eredmény | Vendég      | Kiírás               | Gólok   | Esemény |
| ------- | ------------------- | -------------- | ---------------------- | -------- | ----------- | -------------------- | ------- | ------- |
| 1.      | 1931. november 29.  | Athén          | Görögország            | 2 – 4    | Románia     | Balkán-kupa          | -       |         |
| 2.      | 1934. március 25.   | Pardubice      | Csehszlovákia (amatőr) | 2 – 2    | Románia     | Európa-kupa (amatőr) | -       |         |
| 3.      | 1934. október 14.   | Lwów           | Lengyelország          | 3 – 3    | Románia     | barátságos           | -       |         |
| 4.      | 1934. december 27.  | Athén (GRE)    | Görögország            | 2 – 2    | Románia     | Balkán-kupa          | -       |         |
| 5.      | 1935. január 1.     | Athén (GRE)    | Jugoszlávia            | 4 – 0    | Románia     | Balkán-kupa          | -       |         |
| 6.      | 1935. június 24.    | Szófia (BUL)   | Románia                | 2 – 2    | Görögország | Balkán-kupa          | -       |         |
| 7.      | 1935. augusztus 25. | Erfurt         | Németország            | 4 – 2    | Románia     | barátságos           | -       |         |
| 8.      | 1938. május 8.      | Bukarest       | Románia                | 0 – 1    | Jugoszlávia | Eduard Benes kupa    | -       |         |
| 9.      | 1938. június 5.     | Toulouse (FRA) | Kuba                   | 3 – 3    | Románia     | vb-nyolcaddöntő      | -       |         |
|         | Összesen            |                |                        | 9        | mérkőzés    |                      | 0       | gól     |